# وولمارك
وولمارك هي علامة تجارية مملوكة لشركة «أوستريليان وول اينيفيشن» AWI) Australian Wool Innovation).

## الترخيص والعلامة التجارية
ترخص «أوستريليان وول اينيفيشن» هذه العلامة التجارية ليستخدمها بائعو متنجاتها كعلامة لإثبات أن المنتج يوفق المعايير التي وضعتها هذة المنظمة. تطالب «أوستريليان وول اينيفيشن» بوضع هذه العلامة التجارية على المنتجات الصوفية للتأكيد على انها مصنوعة من الصوف الخام بنسبة 100%؛ في إشارة إلي العلامة التجارية للصوف. لقد صمم هذا الشعار التجاري الفنان الإيطالي فرانشيسكو ساروغليا Francesco Saroglia (وهو لقب مستعار من الفنان والمهندس المعماري ومصمم الجرافيك الإيطالي فرانكو جرينياني Franco Grignani) واستُخدِمت رسميًا عام 1964.
كانت هذة العلامة التجارية ملكًا في الاصل لمنظمة الأمانة الدولية الصوف التي تم تأسيسها عام 1937؛ هذه العلامة التجارية أصبحت فيما بعد ملكًا شركة Woolmark المحلية الخاصة التي أصبحت عام 2001 ملكًا لAWI.

## جائزة وولمارك الدولية
تدير وولمارك الآن جائزة وولمارك الدولية التي تدرك المصممين البارزين في جميع أنحاء العالم.  أٌطلِقت هذة الجائزة في الأصل عام 1953 مع الفائزين إيف سان لوران و كارل لاغرفيلد، وتم إيقافها لفترة ثم تم إحياؤها مرة أخرى عام 2012، ويشارك فيها الآن أكثر من 60 مصمماً دولياً.

## شركة وولمارك
تعد وولمارك شركة متفرعة من «أوستريليان وول اينيفيشن»، وهي منظمة غير هادفة للربح تجري الأبحاث وتقوم بتطوير منتجاتها وتسويقها حول العالم عبر سلسلة توريد للصوف الأسترالي بالنيابة عن 60.000 من مزارعي الصوف الذين يمولون الشركة بشكل تعاوني.

### التسويق
اعلنت شركة وولمارك شراكتها مع شركة أديداس وجمعية بوسطن الرياضية (Boston Athletic Association) لتصميم وتصنيع أفضل خامات قمصان الركض، والتي سيتم منحها لأفضل عشرين متسابق في ماراثون بوسطن لكل فئة العمرية. سيتم صناعة هذة القمصان من صوف ميرينو بنسبة 75 في المائة و 25 في المائة من مادة البولي أميد (النايلون).